# The Indian Runner
Pour plus de détails, voir Fiche technique et Distribution.
The Indian Runner est un film américano-japonais écrit, réalisé et produit par Sean Penn, sorti en 1991.
L'histoire est le développement de la chanson Highway Patrolman de Bruce Springsteen, ainsi que d'une vieille légende indienne sur l'épreuve que doivent passer les jeunes gens pour entrer dans l'âge adulte..

## Synopsis
1968. Joe Roberts et son jeune frère Frank ont grandi à Plattsmouth, dans le Nebraska. Enfants, ils sont très proches. Frank, violent et indiscipliné, est un adolescent à problèmes qui rejoint l'armée et part pour le Viêt Nam. Joe, fermier raté, devient policier. Le jour même où Joe, en état de légitime défense, a dû abattre un délinquant, Frank rentre du Viêt Nam.
Alors que Joe prône les valeurs traditionnelles de son pays, Frank cherche un sens à sa vie.

## Fiche technique
Sauf indication contraire, les informations mentionnées dans cette section peuvent être confirmées par la base de données cinématographiques IMDb,  présente dans la section « Liens externes ».
- Titre original et français : The Indian Runner
- Réalisateur : Sean Penn
- Scénario : Sean Penn, inspiré par la chanson Highway Patrolman (en) de Bruce Springsteen
- Photographie : Anthony B. Richmond
- Musique : Jack Nitzsche avec la participation de David Lindley
- Montage : Jay Cassidy
- Costumes : Jill M. Ohanneson
- Producteurs : Sean Penn et Don Phillips
- Sociétés de production : Columbia Pictures, Mico, Mount Film Group, NHK et Westmount[1]
- Distribution : Metro-Goldwyn-Mayer (États-Unis), Columbia TriStar Films (France)
- Budget : 7 000 000 $
- Langue originale : anglais
- Format : 1.85:1, 35 mm, Dolby SR
- Genre : drame
- Dates de sortie[2] : 
  -  France : mai 1991 (festival de Cannes 1991)
  -  États-Unis : 20 septembre 1991
  -  France : 9 octobre 1991
- Film interdit aux moins de 12 ans lors de sa sortie en salles en France

## Distribution
- David Morse (VF : Jérôme Rebbot) : Joe Roberts
- Viggo Mortensen (VF : José Luccioni) : Frank Roberts
- Valeria Golino : Maria
- Patricia Arquette : Dorothy
- Charles Bronson (VF : Edmond Bernard) : Mr. Roberts
- Sandy Dennis : Mme Roberts
- Dennis Hopper : Caesar
- Benicio del Toro : Miguel
- Eileen Ryan : Mme Baker
- Harry Crews : M. Baker

## Production
Très attristé par le décès de sa seconde femme, l'actrice Jill Ireland, Charles Bronson a exprimé son chagrin à travers son personnage de M. Roberts, lui-même devenant veuf dans l'histoire.

## Récompense
- Léopard d'Or au Festival international du film de Locarno en 1991[4]